# Монако на Європейських іграх 2015
Монако на перших Європейських іграх у Баку було представлене 4 атлетами.